# Jack Lahne
Jack Daniel Kalichi Lahne, född 24 oktober 2001 i Lusaka, Zambia, är en svensk fotbollsspelare som spelar för Amiens i Ligue 2.

## Karriär

### Brommapojkarna
Lahne började spela fotboll i IF Brommapojkarna som sexåring. Lahne tävlingsdebuterade i Svenska cupen den 19 mars 2017 i en 4–0-förlust mot IFK Norrköping, där han byttes in i den 83:e minuten mot Kevin Kabran.
Den 17 juni 2017 flyttades Lahne upp i IF Brommapojkarnas A-lag och skrev på ett kontrakt över säsongen 2020. Samma dag debuterade Lahne i Superettan i en 3–2-vinst över GAIS, där han blev inbytt i den 79:e minuten mot Christopher Brandeborn. Den 22 juli 2017 gjorde Lahne sitt första mål i Superettan i en 5–0-vinst över Åtvidabergs FF.
Jack debuterade i Allsvenskan den 15 april 2018 mot Hammarby IF.

### Amiens
Den 1 februari 2019 meddelade BP att Lahne omgående går till franska klubben Amiens på lån och att den franska klubben har köpoption sommaren 2019. FIFA hade vid den tidpunkten dock ännu inte godkänt övergången för lånet. Lahne var därmed fortfarande registrerad som BP-spelare. Den 5 april 2019 blev det klart att Lahne lånas ut till AIK i Allsvenskan under våren 2019 till och med 1 juli 2019, då  Lahne lämnade för franska klubben Amiens som valde att utnyttja köpoptionen redan i förväg. Lahnes övergång till Amiens blev BP:s största affär någonsin.

#### AIK (lån)
Lahne debuterade för AIK i den andra omgången av Allsvenskan i bortamötet med IFK Norrköping den 8 april 2019, då han blev inbytt ibörjan av den andra halvleken. I matchen efter mot Sirius fick han chansen från start och lyckades göra det vinnande målet för AIK, i matchen som slutade 2–1.

#### Örebro SK (lån)
Den 28 februari 2020 lånades Lahne ut till Örebro SK på ett låneavtal fram till sommaren. Han spelade 10 ligamatcher för ÖSK men återvände i slutet av juli 2020 till Amiens.

#### BK Häcken (lån)
I mars 2021 lånades Lahne ut till BK Häcken på ett låneavtal fram till sommaren. Han spelade inga ligamatcher under sin tid i klubben och återvände till Amiens i slutet av juni 2021.

## Matcher & mål
Facit för Jack Lahne på seniornivå i seriespel:
- 2017, Superettan, BP: 6 / 1
- 2018, Allsvenskan, BP: 19 / 4
- 2019, Allsvenskan, AIK: 9 / 1
- 2020, Allsvenskan, ÖSK: 10 / 0